# Víkurfjall
Víkurfjall är ett berg i republiken Island. Det ligger i regionen Austurland, 400 km öster om huvudstaden Reykjavík. Toppen på Víkurfjall är 724 meter över havet.
Det finns inga samhällen i närheten.